# TT254
La tombe thébaine TT 254 est située à El-Khokha, dans la nécropole thébaine, sur la rive ouest du Nil, face à Louxor en Égypte.
C'est la tombe d'un dénommé Mosé (Amenmosé), scribe du trésor, gardien du domaine de la reine Tiyi dans le domaine d'Amon, vivant à la fin de la XVIIIe dynastie.